# Mike Shinoda
Michael Kenji Shinoda (* 11. února 1977) je americký hudebník, skladatel, rapper, zpěvák, hudební producent a grafik. V roce 1996 byl jedním ze spoluzakladatelů rockové skupiny Linkin Park. V té je spoluzpěvákem, rytmickým kytaristou, klávesistou, skladatelem písní a producentem. V roce 2004 vytvořil vedlejší hiphopový projekt Fort Minor. Působil také jako producent skladeb a alb umělců, jako jsou Lupe Fiasco, Styles of Beyond a X-Ecutioners.
Je také spoluzakladatelem kalifornské nahrávací společnosti Machine Shop Records. Mimo jiné se věnuje grafice a designu. Namaloval několik uměleckých děl, z nichž některá byla vystavena v Japonsko-americkém národním muzeu.

## Život
Narodil se 11. února 1977 v Panorama City v Kalifornii a vyrůstal v sousedním městě Agoura Hills. Otec je Američan japonského původu. Má mladšího bratra Jasona. Vyrůstal jako liberální protestant Když mu bylo šest, matka ho přihlásila na hodiny klavíru. Ve 13 letech si zamiloval jazz, blues a hip hop. Později během středoškolských let do svého repertoáru přidal kytaru a rap. Vystudoval Parkmanskou základní a Linderovu Canyonskou střední školu.

Po maturitě začal s Bradem Delsonem psát a nahrávat skladby v provizorním studiu v jeho ložnici. V té době navštěvoval Agourskou střední školu, kterou také navštěvoval i Brad a také Rob Bourdon, který se k nim přidal a společně vytvořili kapelu XERO.

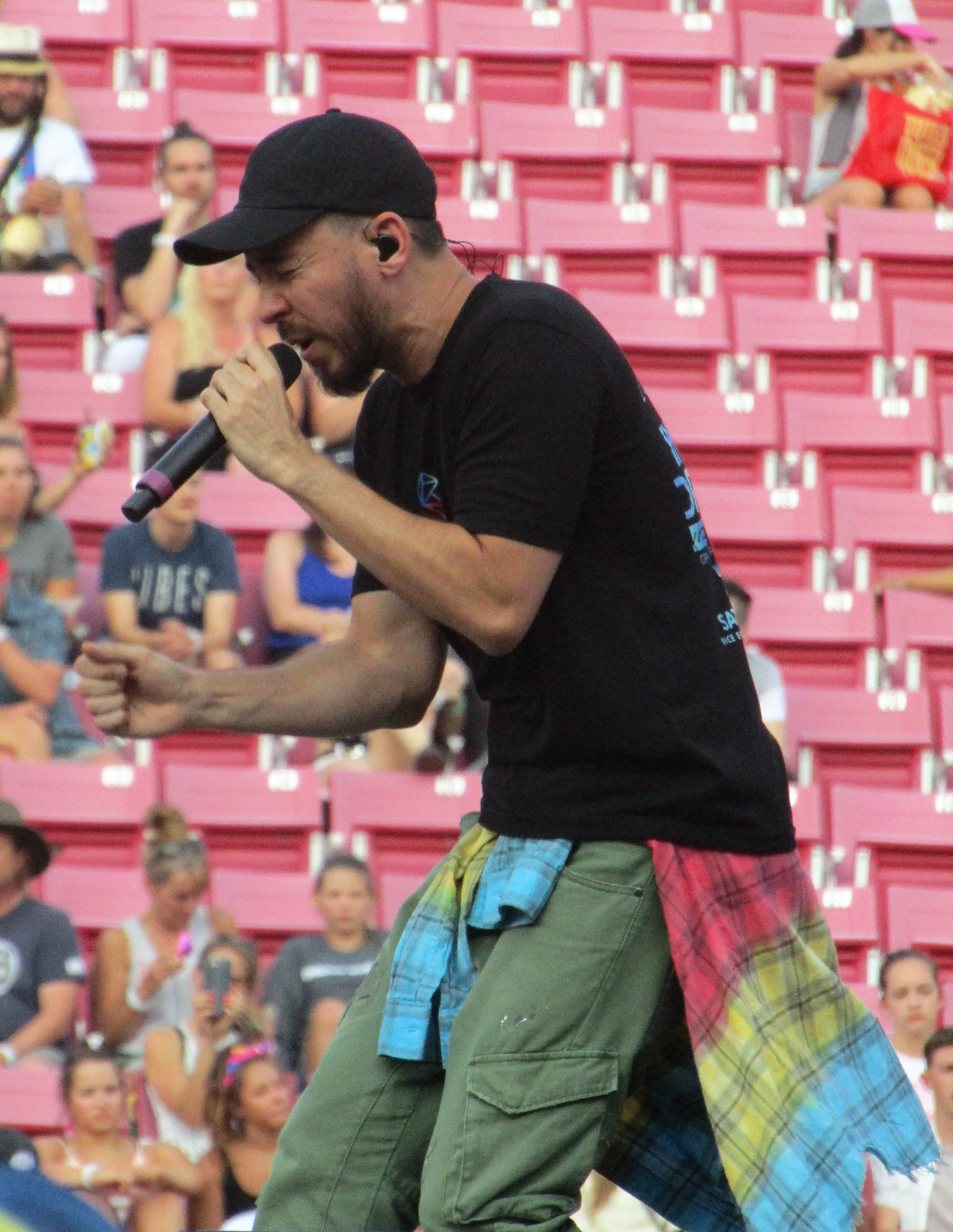
Mike Shinoda v roce 2018

Po střední škole se Mike přihlásil na Art Center College of Design, kde studoval grafický design a ilustraci. Zde se seznámil s Joem Hahnem, kterého spolu se spolubydlícím Bradem a Davem Farrellem brzy začlenili do XERA.
Skupina byla dvakrát přejmenována a zůstal ji poslední název Linkin Park. Ke skupině se připojil bubeník Rob Bourdon. Po odchodu zpěváka Marka Wiakefielda museli najít nové. Ke kapele se proto připojil Chester Bennington. I díky jeho hlasu získala skupina okamžitý úspěch.
Za svojí existenci skupina vydala osm studiových alb. Většinu z nich sám designoval a produkoval.
S kapelou vystupoval až do léta 2017, kdy její hlavní zpěvák Chester Bennington spáchal sebevraždu.
Dne 15. června 2018 vydal sólovou desku pod názvem Post Traumatic. V desce se vypořádává se ztrátou svého dlouhodobého přítele. 
Dne 2. března 2018 zahájil svoji tour pod stejným jménem (Post Traumatic Tour).
V červnu roku 2020 vydal studiové album Dropped Frames.
Dne 19. února 2021 vydal singl s názvem „Happy Endings“. V písni hostují rapper Iann Dior a zpěvačka Upsahl.
Za zremixování písničky "Passenger", získal v roce 2022 cenu Grammy.
Dne 6. října 2023 vydal další písničku Already Over.
V září 2024 spolu s dalšími členy kapely Linkin Park oznámil, že kapela vydá nové albu From Zero a také to, že skupina má novou zpěvačku Emily Armstrong a bubeníka Colina Brittaina.

## Fort Minor
V roce 2005 založil hip-hopovou skupinu Fort Minor. Debutové a jediné album se jmenuje The Rising Tied a vyšlo 22. listopadu 2005.
Následně vydal ještě několik singlů. V roce 2007 nastala několikaletá pauza.
Dne 21. června 2015 oficiálně potvrdil návrat skupiny a vydání nového singlu „Welcome“. Následující den písničku zahrál v noční talk show Conana na stanici TBS.
Po smrti Chestera Benningtona potvrdil, že neví co s tímto projektem bude dál.

## Osobní život
Patří do třetí generace japonských Američanů (sansei). Jeho dědeček a teta byli během Druhé světové války internováni v japonsko-americkém internačním táboře.
V roce 2003 se oženil se spisovatelkou Annou Hillingerovou, mají spolu tři děti.
V roce 2006 získal cenu Japanese American National Museum's Award of Excellence. V roce 2009 obdržel čestný doktorát humanitních věd (L.H.D.) od Art Center College of Design. V roce 2010 mu East West Players udělili cenu Visionary Award a uspořádali pro něj slavnostní večeři. V září 2012 začal psát články pro britský The Big Issue a byl jeho volebním zpravodajem ve Spojených státech.

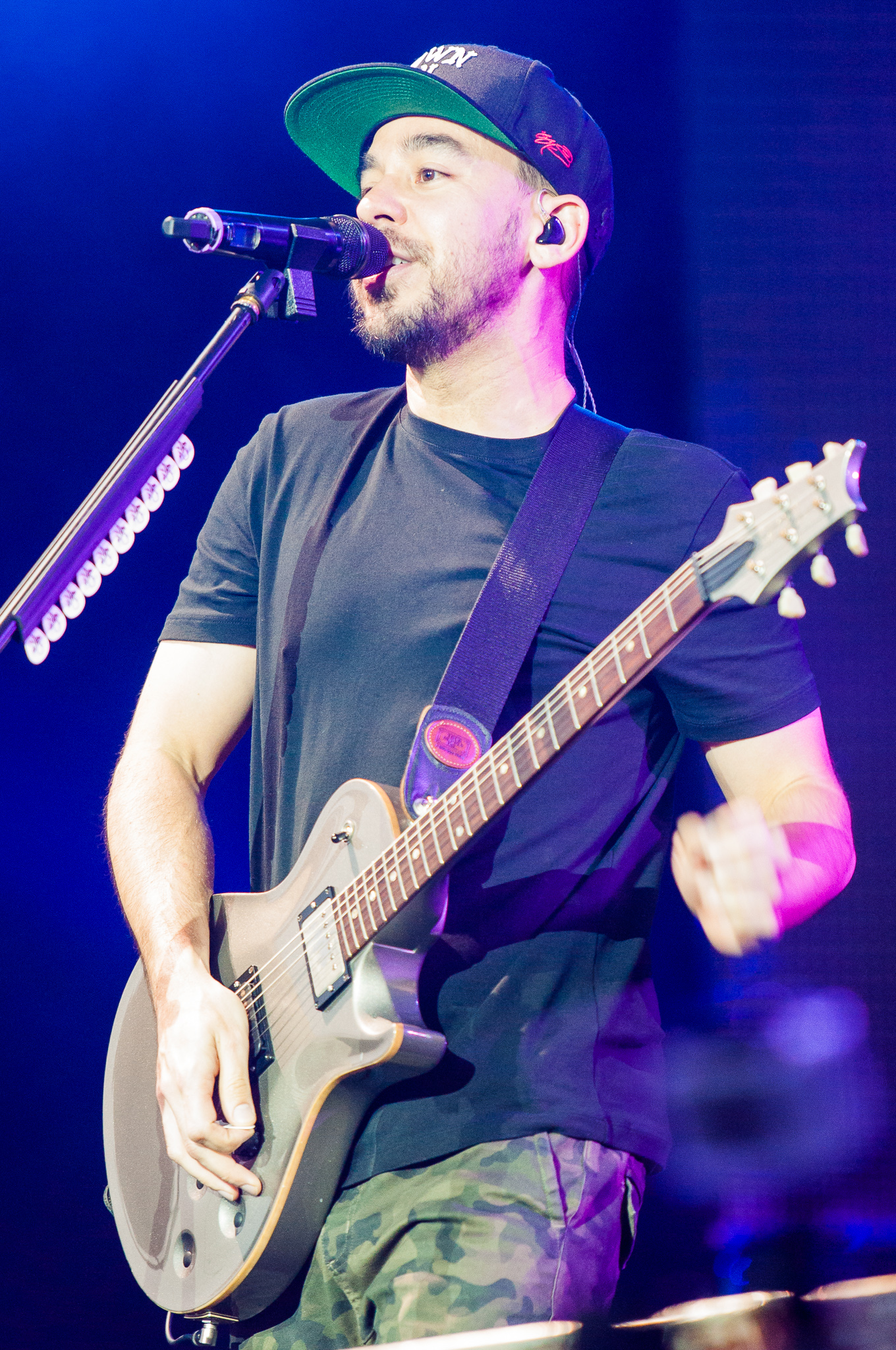
Mike Shinoda v roce 2014

## Umění a malba
Má velký podíl na obalech alb skupiny Linkin Park. Vlastnoručně také vytvořil sérii deseti obrazů, které se později dostaly na obal The Rising Tied. K těmto obrazům bylo přidáno dalších třináct, které poté Mike prezentoval na své první výstavě “Diamonds Spades Hearts & Clubs”, která se konala 19. listopadu 2006.
Několik jeho obrazů bylo vystaveno v Japonsko-americkém národním muzeu.
Dne 11. července 2008 se konala druhá Mikeova výstava “Glorious Excess (BORN)”, na které bylo zveřejněno 9 nových obrazů. O několik dní později se konala třetí výstava, která nese název “Glorious Excess (DIES)”.
Spolu s DC vytvořil limitovanou kolekci obuvi s názvem MS/DC. Do prodeje bylo dáno 2000. Nesou název Xander a Pride.
Dne 6. listopadu 2014 namaloval spolu s Joem Hahnem umělecké dílo na Berlínskou zeď.

## Diskografie

### Mike Shinoda
- Post Traumatic (2018)
- Dropped Frames (2020)

### Fort Minor
- The Rising Tied (2005)

### Linkin Park
- Hybrid Theory (2000)
- Meteora (2003)
- Minutes to Midnight (2007)
- A Thousand Suns (2010)
- Living Things (2012)
- The Hunting Party (2014)
- One More Light (2017)
- From Zero (2024)

## Ocenění

### Mike Shinoda
Cena Grammy
| Rok  | Ocenění                      | Nominace    | Výsledek |
| ---- | ---------------------------- | ----------- | -------- |
| 2022 | Nejlepší remixovaná nahrávka | "Passenger" | Výhra    |

### Fort Minor
MTV Video Music Awards
| Rok  | Ocenění                | Nominace                         | Výsledek |
| ---- | ---------------------- | -------------------------------- | -------- |
| 2006 | Vyzváněcí melodie roku | "Where'd You Go" (s Holly Brook) | Výhra    |